# Hieronymus Joya
Hieronymus Emusugut Joya IMC (* 17. April 1965 in Asinge) ist ein kenianischer römisch-katholischer Ordensgeistlicher und Bischof von Maralal.

## Leben
Hieronymus Joya erlangte zunächst ein Diplom in Sales management, Marketing and Communication, bevor er 1990 der Ordensgemeinschaft der Consolata-Missionare beitrat. Von 1990 bis 1993 studierte er Philosophie am Consolata Institute of Philosophy und von 1994 bis 1998 Katholische Theologie am Tangaza University College in Nairobi. Am 6. August 1994 legte Joya die zeitliche und am 8. November 1997 die ewige Profess ab. Er wurde am 9. November 1997 zum Diakon geweiht und empfing am 5. September 1998 das Sakrament der Priesterweihe.
Joya war zuerst als Pfarrvikar und später als Pfarrer der Missionsstation in Loiyangalani im Bistum Marsabit tätig, bevor er 2003 Regens des Priesterseminars der Consolata-Missionare in Nairobi wurde. Hieronymus Joya setzte ab 2005 an der Katholischen Universität von Ostafrika (CUEA) in Nairobi seine Studien fort, die er 2007 mit einem Lizenziat im Fach Pastoraltheologie abschloss. Anschließend wirkte er als Koordinator für die Pastoral im Bistum Maralal und als Direktor des Blessed Joseph Allamano Pastoral Centre. 2008 wurde Joya Vize-Provinzial und 2011 Provinzial der Ordensprovinz Kenia und Uganda der Consolata-Missionare. Ab 2016 lehrte er am Consolata Institute of Philosophy in Nairobi. Daneben nahm er ein Promotionsstudium im Fach Pastoraltheologie an der Katholischen Universität von Ostafrika auf.
Am 20. Juli 2022 ernannte ihn Papst Franziskus zum Bischof von Maralal. Der Apostolische Nuntius in Kenia, Erzbischof Hubertus van Megen, spendete ihm am 22. Oktober desselben Jahres in Maralal die Bischofsweihe; Mitkonsekratoren waren der Bischof von Marsabit, Peter Kihara Kariuki IMC, und der emeritierte Bischof von Maralal, Virgilio Pante IMC.